# Comte de Lincoln

Armoiries de l'illustre famille de Clinton, comtes de Lincoln.

Le titre de comte de Lincoln a été créé huit fois dans la pairie d'Angleterre, la dernière depuis 1572.
Robert Fiennes-Clinton FZS, le 19e et actuel comte, résident en Australie-Occidentale est chef de la famille de Clinton, qui aussi comprend le comte Clinton (cr. 1746, éteint 1751), les barons Clinton (cr. 1298) aussi bien que les anciens ducs de Newcastle.

## Histoire du titre
En 1139, Étienne d'Angleterre créa le titre de comte de Lincoln pour Guillaume d'Aubigny. Cela offensa profondément, Guillaume de Roumare et son demi-frère Ranulph de Gernon, comte de Chester qui par leur mère, avaient hérité de vastes terres et de bâtiments dans ce comté.
En décembre 1140, ces deux derniers prirent le château de Lincoln par la ruse, et le roi Étienne accorda le titre de comte à Guillaume de Roumare. Deux mois plus tard eut lieu la bataille de Lincoln dans laquelle le roi fut capturé. À sa libération, il confirma malgré tout le titre à Roumare.
Les fréquents revirements d'alliance de son demi-frère Ranulph de Gernon, le puissant comte de Chester provoquèrent des reprises du titre par le roi en représailles. C'est pourquoi Guillaume d'Aubigny, comte d'Arundel est parfois mentionné comme « comte de Lincoln » dans certaines chartes.
Vers 1149, le roi Étienne favorise Gilbert de Gand en tant que comte de Lincoln en opposition de Guillaume de Roumare. Cela conduit à une guerre armée en les deux camps. Gilbert de Gand semble perdre officiellement le titre entre 1153 et 1154, mais il continue tout de même à utiliser le titre.
Ensuite la situation est confuse et il existe deux hypothèses différentes sur les porteurs du titre.

La première hypothèse serait que Guillaume de Roumare ait porté malgré tout le titre jusqu'à sa mort, peu avant 1161, et qu'il l'ait transmis à son petit-fils Guillaume III de Roumare, mineur à l'époque, qui décéda en 1198.

La seconde hypothèse serait que Ranulph de Gernon ait forcé Gilbert de Gant à épouser Hawyse de Roumare, sa nièce, fille héritière de Guillaume. Gilbert de Gant aurait donc été comte en droit de sa femme.
En 1156, ce dernier décède sans descendance masculine, et sa fille Alice de Gant est mariée à Simon III de Saint-Lis, comte de Northampton. Celui-ci aurait donc hérité du titre par son épouse. Guillaume III de Roumare lui succédant à sa mort, en 1185.
Le 23 mai 1217, Ranulph de Blondeville, comte de Chester, reçoit ce titre en récompense pour son aide contre l'invasion française de 1216, et à la bataille de Lincoln en 1217. Entre 1230 et 1232, avec l'accord du roi, il abandonne son titre au profit de sa sœur Hawise, épouse de Saer de Quincy, comte de Winchester. Peu après la mort de Ranulph en 1232, Henri III la reconnaît comme comtesse de Lincoln. Peu après, à sa demande, le roi transfère le titre à sa fille Margaret et à son mari John de Lacy pour qu'eux puis leurs descendants le tiennent à vie. John, qui ne tient donc le titre qu'en droit de sa femme (de jure uxoris), meurt en 1240, et sa femme se remarie avec Walter le Maréchal, comte de Pembroke, puis trois ans plus tard, avec Richard de Wiltshire. Son fils Edmund est autorisé à succéder à son père en 1248, et avant 1255 reçoit le titre de comte de Lincoln.
À la mort de ce dernier, ses possessions sont partagées entre ses sœurs. Le titre est accordé à la fille d'une d'elles qui avait épousé John de Lacy.

## Première création (1139)
- 1139-1143 : Guillaume d'Aubigny († 1176). Mentionné en tant que comte de Lincoln et d'Arundel aussi en 1143.

## Deuxième création (1144)
- 1144-1148 : Guillaume de Roumare († avant 1161).

## Troisième création (1149)
- v.1149-v.1153 : Gilbert de Gand (1120-1156), comte concurrent ;

- première hypothèse :
  - 1160-1198 : Guillaume III de Roumare († 1198) ;
- seconde hypothèse :
  - 1156-1185 : Simon III de Saint-Lis (vers 1138-1185) par sa femme Alice de Gant, fille de Gilbert de Gant et peut-être petite-fille de Guillaume de Roumare. Meurt sans descendance ;
  - 1185-1198 : Guillaume III de Roumare († 1198). Meurt sans descendance.

Retour du titre à la Couronne.

## Quatrième création (1217)
- 1217-v. 1231 : Ranulph de Blondeville (1172-1232), comte de Chester. Petit-neveu de Guillaume de Roumare ;
- v. 1231-1232 : Hawise de Meschin (en) († av. 1243), sœur du précédent ;
- 1232- av. 1255: Marguerite de Quincy († 1266), fille de la précédente ;
  - 1232-1240 : John de Lacy (1192-1240), comte de jure uxoris ;
- av. 1255-1257 : Edmund de Lacy (en) (1230-1257), fils du précédent ;
- 1257-1311 : Henry de Lacy (1251-1311), fils du précédent ;
- 1311-1348 : Alice de Lacy (1281-1348), fille du précédent ;
  - 1311-1322 : Thomas de Lancastre (v. 1278-1322), 2e comte de Leicester et de Lancastre.

## Cinquième création (1349)
- 1349-1361 : Henry de Grosmont (1310-1361), comte de Lancastre, Leicester, Derby, puis duc de Lancastre ;
- 1361-1399 : Jean de Gand (1340-1399), comte de Lancastre, Richmond, Derby et Leicester, puis duc de Lancastre (1362). Beau-fils du précédent ;
- 1399: Henri Bolingbroke (1367-1413), comte de Lancastre, Derby, Leicester, de Northampton ; duc d'Hereford et Lancastre, devint le roi Henri IV. Fils du précédent.

## Sixième création (1467)
- 1467-1487 : John de La Pole (1462-1487).

## Septième création (1525)
- 1525-1534 : Henri Brandon (1516-1540).

## Huitième création (1572)

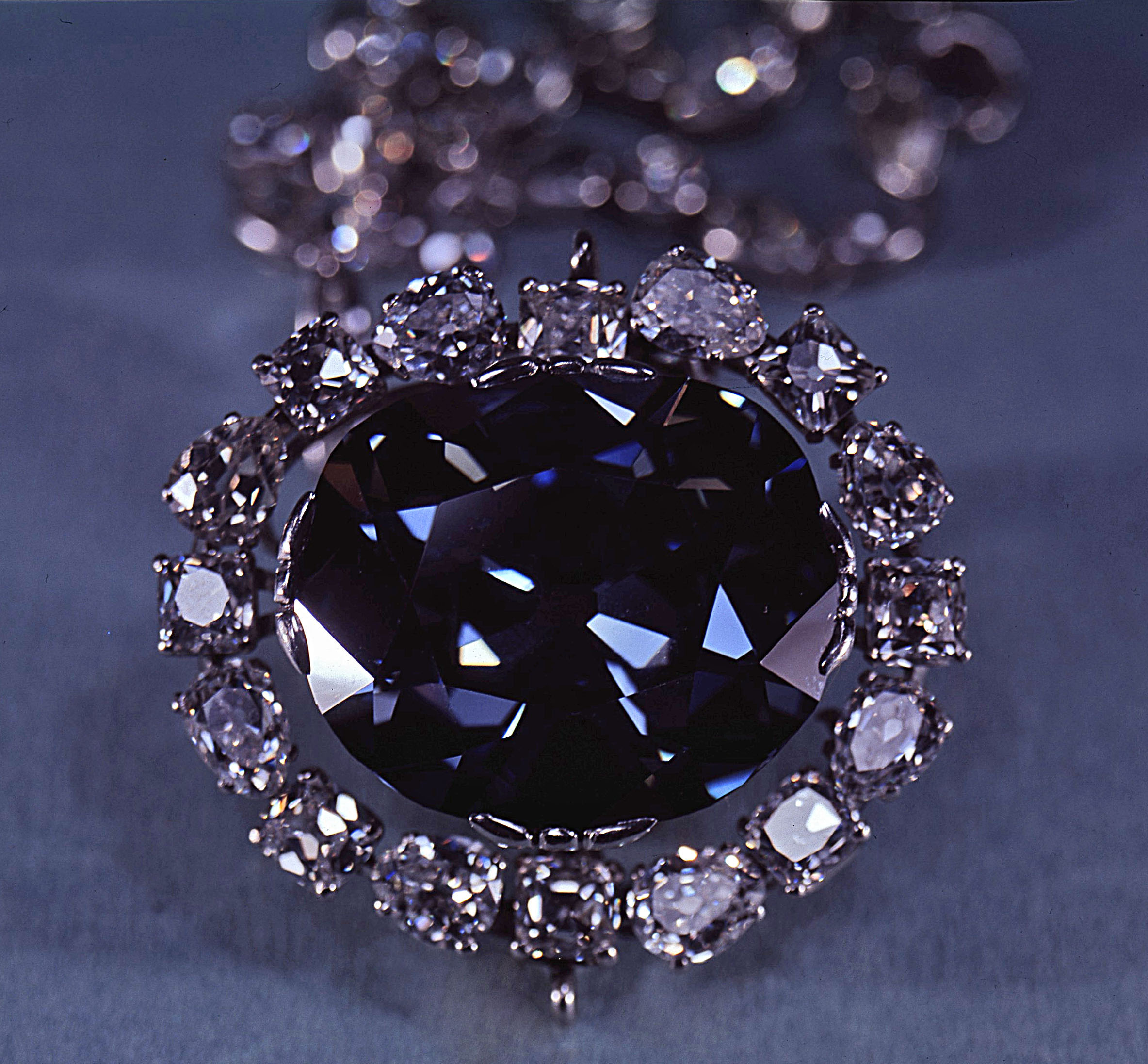
Le célèbre « diamant Hope »

- 1572-1585 : Edward Clinton (1512-1585) ; 1er comte de Lincoln, 9e baron Clinton, lord-grand-amiral ;
- 1585-1616 : Henry Clinton (1539-1616) ; 2e comte de Lincoln, 10e baron Clinton ;
- 1616-1619 : Thomas Clinton (1568-1619) ; 3e comte de Lincoln, 11e baron Clinton ;
- 1619-1667 : Theophilus Clinton (1600-1667) ; 4e comte de Lincoln, 12e baron Clinton ;
  - Edward, baron Clinton (en) MP (nep. 1657) ;
- 1667-1692 : Edward Clinton (ja) († 1692) ; 5e comte de Lincoln, 13e baron Clinton (baronnie abeyante à sa mort) ;
- 1692-1693 : Francis Clinton (1635-1693), 6e comte de Lincoln ;
- 1693-1728 : Henry Clinton (1684-1728), 7e comte de Lincoln ;
- 1728-1730 : George Clinton (ja) (1718-1730), 8e comte de Lincoln ;
- 1730-1794 : Henry Pelham-Clinton (1720-1794), recréé en 1768 duc de Newcastle-under-Lyne (suite de son oncle) ;
- 1794-1795 : Thomas Pelham-Clinton (1752-1795), 3e duc de Newcastle, 10e comte de Lincoln ;
- 1795-1851 : Henry Pelham-Clinton (1785-1851), 4e duc de Newcastle, 11e comte de Lincoln ;
- 1851-1864 : Henry Pelham-Clinton (1811-1864), 5e duc de Newcastle, 12e comte de Lincoln ;
- 1864-1879 : Henry Pelham-Clinton (1834-1879), 6e duc de Newcastle, 13e comte de Lincoln ;
- 1879-1928 : Henry Pelham-Clinton (1864-1928), 7e duc de Newcastle, 14e comte de Lincoln ;
- 1928-1941 : Francis Pelham-Clinton-Hope (1866-1941), 8e duc de Newcastle, héritier d'Henry Hope MP ;
- 1941-1988 : Henry Pelham-Clinton-Hope (1907-1988), 9e duc de Newcastle, 16e comte de Lincoln ;

Armes des comtes de Lincoln, écartelé en 1. & 4. de Clinton et en 2. & 3. de Fiennes

- 1988         : Edward Pelham-Clinton (1920-1988), 10e duc de Newcastle (éteint) ;
- 1988-2001 : Edward Horace Fiennes-Clinton (en) (1913-2001), 18e comte de Lincoln (retour) ;
- depuis 2001 : Robert Edward Fiennes-Clinton (de) (né en 1972), lord Fynes, puis 19e comte de Lincoln[4].